# Hugo Meyer-Delius
Hugo Ignacio German Meyer-Delius (* 3. Juni 1877 in Victoria de Durango, Mexiko; † 27. Oktober 1965 in Hamburg) war ein deutscher Kinderarzt.

## Leben
Der in Mexiko geborene Hugo Meyer-Delius studierte von 1895 bis 1901 an Universitäten in Liverpool, Freiburg, Berlin und Bonn. 1902 promovierte er mit der Arbeit Ein Fall von Lymphosarkom des Mediastinums mit Metastasen an der Schädelbasis. Zwischen 1901 und 1906 absolvierte er eine klinische Ausbildung, zumeist am Allgemeinen Krankenhaus St. Georg sowie ein halbes Jahr bei Otto Heubner an der Berliner Charité.
Meyer-Delius unterstützte Bestrebungen, in Hamburg Milchküchen zu errichten, was 1904 von der Patriotischen Gesellschaft umgesetzt wurde. Seit 1906 arbeitete Meyer-Delius als niedergelassener Arzt in Hamburg und wirkte gleichzeitig bis 1912 als externer Arzt an der Abteilung für Haut- und Geschlechtskrankheiten des Krankenhauses St. Georg. 1909 wurde er Vorstandsmitglied der Hamburger Landeszentrale der Deutschen Vereinigung für Säuglings- und Kinderschutz.
1889 nahm das Allgemeine Krankenhaus Eppendorf den Betrieb auf. Da das Krankenhaus anfangs nicht über eine Kinderklinik verfügte, erfolgte die medizinische Betreuung von Kindern in Pavillons. Hugo Meyer-Delius arbeitete dort seit 1913 als „Spezialarzt“. Nachdem im Januar 1914 eine eigene Stelle hierfür ausgeschrieben worden war, erhielt der Pädiater als alleiniger Bewerber eine auf sechs Jahre befristete Anstellung. Ludolf Brauer beauftragte Meyer-Delius mit der Planung für eine eigene Kinderabteilung des Krankenhauses; die Pläne konnten jedoch aufgrund des Ausbruchs des Ersten Weltkriegs nicht umgesetzt werden.
Von 1914 bis 1918 arbeitete Meyer-Delius als Marinearzt. Im September 1920 wechselte der Arzt vom Krankenhaus in Eppendorf auf eine Anstellung als Geschäftsführender Oberarzt der Landeszentrale der Deutschen Vereinigung für Säuglings- und Kinderschutz und wurde 1938 in gleicher Position in den Staatsdienst übernommen. 1949 beendete er die dienstliche Tätigkeit.

## Ehrungen
Hugo Meyer-Delius machte sich insbesondere um die Senkung der Säuglings- und Kindersterblichkeit in Hamburg verdient. 1962 erhielt er das Große Verdienstkreuz. In Hamburg-Langenhorn erinnert seit 1968 der Meyer-Delius-Platz an den 1965 verstorbenen Mediziner.

## Veröffentlichungen (Auswahl)
- Ein Fall von Lymphosarkom des Mediastinums mit Metastasen an der Schädelbasis. Chr. Lehmann's Nachfolger, Freiburg im Breisgau 1901, OCLC 35159393.
- Die Säuglingssterblichkeit in Hamburg in den Jahren 1820–1950. Girardet, Hamburg 1951, OCLC 248073661.